# Castañares de Rioja
Castañares de Rioja è un comune spagnolo di 392 abitanti situato nella comunità autonoma di La Rioja.